# A Cup of Coffee with Marilyn
A Cup of Coffee with Marilyn è un cortometraggio del 2019 scritto e diretto da Alessandra Gonnella, prodotto da Diego Loreggian, musiche originali di Francesca Michielin. La protagonista è Miriam Leone nel ruolo di una giovane Oriana Fallaci. Nel 2020 il film ha vinto il Corto d'argento per il miglior cortometraggio di fiction.

## Trama
1956. Oriana Fallaci, giornalista ventisettenne in America per la prima volta, col macigno della guerra sempre nel cuore, si occupa di costume per farsi le ossa, argomento che la annoia, ma lo spirito è già forte: si impunta di riuscire a fare un pezzo su Marilyn Monroe, non riuscendo mai ad incrociarla. Oriana ne diventa ossessionata e dopo l'ennesimo fallimento decide di scrivere comunque un articolo: per raccontare nei minimi dettagli la mancata intervista a Marilyn, citando nomi e pensieri delle persone che gravitano attorno alla diva, diventando lei stessa personaggio principale di questa vicenda.

## Produzione
Le riprese si sono svolte durante i mesi di Marzo e Aprile 2019 a Londra, ricostruendo esterni e interni di New York e Los Angeles degli anni '50.

## Accoglienza
Da questo progetto è nata la serie TV Miss Fallaci premiata al MIA Drama Pitching Forum 2020 con il ViacomCBS International Studios Award come miglior serie internazionale.

## Riconoscimenti
- 2020 - Nastro d'argento
  - Corto d'argento - Miglior cortometraggio di fiction